# Ricardo Alarcón (calciatore)
Ricardo Antonio Alarcón, altresì citato come Ricardo Roberto Alarcón o come Roberto Alarcón (Buenos Aires, 12 gennaio 1914 – 14 ottobre 1988), è stato un calciatore argentino, di ruolo attaccante.

## Caratteristiche tecniche
Giocava come mezzala destra.

## Carriera

### Club

Ricardo Alarcón con la divisa del Boca Juniors

Nel 1933 disputa e vince il suo primo campionato con la maglia del San Lorenzo rimanendovi fino al 1939, proprio in quell'anno approda al Boca Juniors: nel club della capitale vincerà il campionato del 1940. Nel 1942 passa al Platense e successivamente al Flamengo, qui rimase per tre stagioni vincendo tre Campionati Carioca poi chiuse la carriera.

### Nazionale
Venne convocato nella nazionale argentina che disputò il Campeonato Sudamericano de Football 1941, competizione vinta dall'Albiceleste, senza tuttavia scendere mai in campo. Nel complesso disputò 4 partite con la nazionale del suo Paese.

## Palmarès

### Club

#### Competizioni nazionali
- Campionato argentino: 2

San Lorenzo: 1933
Boca Junios: 1940
- Campionato Carioca: 3

Flamengo: 1942, 1943, 1944

### Nazionale
- Coppa America: 1

Cile 1941